# Kiyomizu-dera
Kiyomizu-dera (清水寺) er et Kitahossou buddhistisk tempel i det østlige Kyoto. Dets fulde navn er Otowa-san Kiyomizu-dera (音羽山清水寺). Templet er en del af UNESCO verdensarvsstedet Historiske monumenter i det gamle Kyoto (byerne Kyoto, Uji og Otsu Cities). Der er ikke brugt et eneste søm i hele templet.
Templet dateres tilbage til år 798, men de nutidige bygninger blev konstruerede i 1633. Navnet på templet er fra et vandfald inde i komplekset som kommer fra et nærliggende bjerg. Kiyomizu (清水) betyder rent vand eller klart vand.
Hovedhallen i Kiyomizu-dera er bemærkelsesværdig på grund af sin brede veranda, som støttes af hundredvis af piller og strækker sig over åssiden og giver en imponerende udsigt over byen.
Det japanske udtryk "at hoppe fra Kiyomitzus veranda" (清水の舞台から飛び降りる) betyder at komme frem til en beslutning og henviser til en overlevering fra Tokugawa-shōgunatet om, at den, som overlever hoppet, får opfyldt sine ønsker.
Under hovedhallen er vandfaldene Otowa-no-taki, hvor tre vandfald udmunder i en bækken. Besøgende tager fra vandet, som tilskrives helbredende egenskaber. Det siges at at drikke vandet fra de tre bække bringer godt helbred, langt liv og succes i studier. Det er nu forbudt at prøve at springe. Vegetationen under platformen gør, at man i heldige tilfælde vil kunne klare et spring med held. Under Edo-perioden kendes 234 spring, hvoraf 85.4% overlevede. Faldet er 13 meter.
Tempelkomplekset indeholder flere andre helligdomme, især  Jishu-jinja , dedikeret til  Okuninushino-Mikoto , en guddom for kærlighed og "gode kampe".  Jishu-jinja  besidder et par "kærestesten" placeret 18 meter fra hinanden, hvilke ensomme besøgende forsøger at gå imellem med deres lukkede øjne. At man er heldig og når den anden sten med lukkede øjne anses som en forudsætning for, at man vil finde kærlighed.
34°59′42″N 135°47′6″Ø / 34.99500°N 135.78500°Ø